# Szökés az Alcatrazból
A Szökés az Alcatrazból (eredeti cím: Escape from Alcatraz) 1979-ben bemutatott amerikai filmthriller, melynek rendezője és producere Don Siegel. A forgatókönyvet Richard Tuggle írta,  J. Campbell Bruce Escape from Alcatraz (1963) című ismeretterjesztő könyvéből. Bruce műve egy valós esetet, az Alcatraz-szigetről történő 1962-es fogolyszökést mutatja be. A főbb szerepekben Clint Eastwood, Patrick McGoohan, Fred Ward, Jack Thibeau és Larry Hankin látható.
Ez volt az ötödik, egyben utolsó filmes együttműködés Siegel és Eastwood között, a Coogan blöffje (1968), a Két öszvér Sára nővérnek (1970), A tizedes háreme (1971) és a Piszkos Harry (1971) után.
Az Amerikai Egyesült Államokban 1979. június 22-én mutatták be a Paramount Pictures forgalmazásában. Kritikai és bevételi sikert aratott, az 1979-es év egyik legjövedelmezőbb filmje lett.

## Cselekmény
Az 1960-as évek elején Frank Morris bűnöző, aki korábban sikeresen megszökött más fegyintézetekből, megérkezik az Alcatraz-szigetre. Az itt található börtön hírhedt arról, hogy soha egy rabnak nem sikerült innen megszöknie. Érkezése napján Morris ellop egy körömcsipeszt a börtönigazgató íróasztaláról.
Az elkövetkező napokban megismerkedik rabtársaival: a különc Lakmusszal, az önvédelemből két fehér támadóját megölő és ezért kétszeres életfogytiglani büntetését töltő, „Az angol” becenévre hallgató fekete férfival és az idős Dokival, akinek a festés a hobbija és korábban krizantémot ültetett a szigetre. Doki festményei mind megjelenítik ezt a virágot, az emberi szellem és a szabadság jelképeként. Morris egy Wolf nevű erőszakolóval is összeakad, de a zuhanyzóban megveri az őt zaklató rabot. Később a késsel rátámadó férfit is ártalmatlanná teszi a börtönudvaron, de ezután mindkettőjüket sötét magánzárkába zárják.
Morrist kiengedik, de egy őrt is megtámadó Wolf a zárkában marad. A börtönigazgató felfedezi Doki róla festett portréját és az általa gúnyosnak vélt mű miatt megfosztja Dokit a festés jogától. Doki mély depresszióba zuhan és a műhelyben szándékosan levágja ujjait egy baltával. Később Morris régi barátaival, a bankrabló testvérpár John és Clarence Anglinnal is találkozik a börtön falai közt, illetve megismer egy új rabot, aki a nem túl hangzatos Charley Shegg nevet viseli. Morris felfedezi cellájában, hogy a sós levegőtől a betonfal porhanyóssá vált és viszonylag könnyedén kivéshető egy rács körül. Az elkövetkező hónapokban Morris, az Anglin-fivérek és Shegg kanálból barkácsolt szerszámokkal kivésik a falat, papírmasé fejeket készítenek az őrök megtévesztésére és lopott esőkabátokból készítenek tutajt.
Ebéd közben Morris egy krizantémot helyez asztalukra, Doki tiszteletére. A börtönigazgató összezúzza a virágot, szívrohamot okozva a felháborodott Lakmusznak. Ezután az igazgató elrendeli Morris cellájának átkutatását, de semmit gyanúsat sem találnak. Ennek ellenére parancsba adja Morris mielőbbi elköltöztetését Shegg cellája mellől. Wolfot kiengedik a magánzárkából és ismét egy merényletre készül nemezise ellen, de Az angol közbeavatkozik és gyorsan lebeszéli róla. Aznap éjjel a rabok felkészülnek a szökésre, de Sheggnek inába száll a bátorsága és nem jelenik meg időben a megbeszélt találkozón. Később utánuk siet, de már túl későn, ezért észrevétlenül visszatér cellájába. Morris és Anglinék elérik a tetőt, kikerülve a reflektorokat. Lemásznak az épületről, átevickélnek egy szögesdróttal megerősített kerítésen és eljutnak a tengerpartra. Itt felfújják a tutajt és elhagyják az Alcatrazt.
Másnap reggel felfedezik szökésüket, és hajtóvadászat indul utánuk. Az Angel Island átkutatása közben az igazgató ragaszkodik ahhoz, hogy a szökevények vízbe fulladtak, mert személyes tárgyakat hagytak hátra. Az igazgatót felettesei Washingtonba hívatják, a hír tudomásul vétele után meglát egy földön heverő krizantémot és emberei biztosítják afelől, ez a virág nem őshonos a szigeten.
A film végén látható kiírás szerint a szökevényeket sosem találták meg (sem élve, sem holtan) és kevesebb mint egy év múlva bezárták a börtönt.

## Szereplők
| Szerep                  | Színész          | Magyar hang     |
| ----------------------- | ---------------- | --------------- |
| Frank Morris            | Clint Eastwood   | Kovács István   |
| börtönigazgató          | Patrick McGoohan | Bács Ferenc     |
| John Anglin             | Fred Ward        |                 |
| Clarence Anglin         | Jack Thibeau     | Gergely Róbert  |
| Charley Butts ("Shegg") | Larry Hankin     | Bezerédi Zoltán |
| Chester "Doki" Dalton   | Roberts Blossom  | Vas János       |
| Az angol                | Paul Benjamin    | Csikos Gábor    |
| Wolf                    | Bruce M. Fischer | Konrád Antal    |
| Lakmusz                 | Frank Ronzio     | Horkai János    |
| Johnson                 | Fred Stuthman    |                 |
| Wagner                  | David Cryer      |                 |
| elítélt                 | Danny Glover     |                 |
| elítélt                 | Carl Lumbly      |                 |

## Fordítás
- Ez a szócikk részben vagy egészben  az   Escape from Alcatraz (film) című angol Wikipédia-szócikk ezen változatának fordításán alapul.  Az eredeti cikk szerkesztőit annak laptörténete sorolja fel. Ez a jelzés csupán a megfogalmazás eredetét és a szerzői jogokat jelzi, nem szolgál a cikkben szereplő információk forrásmegjelöléseként.